# Telecinco
Telecinco és un canal de televisió generalista espanyol, d'àmbit estatal, que emet a la televisió digital terrestre i que és gestionat per l'operador Mediaset España, grup propietat de la companyia italiana MFE - MediaForEurope. Les seves transmissions oficials es van produir el 10 de març de 1989, i posteriorment, les seves emissions regulars van començar el 3 de març de 1990, essent la segona cadena privada a emetre per a tot Espanya. La seu de la cadena es troba a Madrid, al barri de Fuencarral.

## Història

### Inicis: etapa Lazarov
El 1989, el Govern d'Espanya va ordenar la liberalització de la televisió, atorgant tres noves llicències. A més de Telecinco, Antena 3 en rep una altra per a emetre en obert i Canal+ una altra que li permet efectuar emissions en codificat
El Grup Gestevisión Telecinco, amb un capital de 12.000 milions de pessetes,obté del Govern espanyol la llicència d'emissió el 25 d'agost de 1989. La composició societària es distribuïa de la següent manera:
- Fininvest, de Silvio Berlusconi (25%).
- ONCE (25%);
- Ediciones Anaya, de Germán Sánchez Ruipérez (25%);
- Juan Fernández Montreal, de Xocolates Trapa (15%);
- Ángel Medrano, empresari del sector turístic (10%).

Miguel Durán, director de l'ONCE, va ser nomenat President de la cadena i Valerio Lazarov, fins llavors responsable del Canale 5 italià (també propietat de Silvio Berlusconi) va ser designat director general, i l'encarregat de posar en marxa la cadena. Telecinco es va convertir en la segona cadena privada a emetre, a nivell nacional, a Espanya: les seves transmissions de prova van començar el 10 de març de 1989, i l'any següent, les emissions oficials van començar el 3 de març de 1990, a les 20h, amb l'emissió de la gala inaugural ¡Por fin juntos!, presentada per Victoria Abril i Miguel Bosé des del Teatre Lope de Vega de Madrid i, posteriorment, amb l'emissió de la pel·lícula A la recerca de l'arca perduda i un combat de boxa. Les primeres emissions només es realitzaven per a Madrid i Barcelona i l'horari de la programació es limitava a la tarda/nit.
Amb la direcció de Lazarov, la primera etapa de Telecinco es va inspirar en el model programàtic i estètic de la Cinque italiana. Sota l'eslògan Tu pantalla amiga, oferia una programació generalista basada, sobretot, en l'entreteniment. Els gèneres predominants en els seus primers anys d'emissió van ser els programes d'humor i els concursos: VIP (presentat per José Luis Moreno i Emilio Aragón), Tutti Frutti (Cruz y Raya), Su media naranja (Jesús Puente), Telecupón (Carmen Sevilla), Takeshi's Castle, Entre platos va el juego (Juanito Navarro), Goles són amores (Manolo Escobar) o Queridos padres (Concha Velasco). Entre aquests, diversos programes pseudoeròtics, com Bellezas al agua, Contacto con tacto (Bertín Osborne) o ¡Ay, qué calor! i els ballets de vedets femenines, com Las Chicas Chin-chin, Cacao Maravillao o Mamachichos, que es van convertir en una icona de la cadena, la van portar a ser batejada popularment com teleteta.
Reforçant el seu caràcter de televisió familiar, destacava també la programació infantil, amb l'emissió d'espais contenidors al matí (Desayuna con alegría, amb Leticia Sabater), migdia (Al mediodía, alegría, també de Sabater) i tarda (Superguay, amb Miliki i Rita Irasema). Altres espais característics de la seva primera etapa van ser les emissions de lluita lliure (Pressing catch) i l'aposta per una sèrie d'animació, Captain Tsubasa, en horari d'acces-time. La programació juvenil es concentrava en els espais La quinta marcha i Hablando se entiende la basca, ambdós presentats per Jesús Vázquez.
Aquesta programació es completava amb espais de ficció com contenidors cinematogràfics (Cine 5 estrellas,Cine fiesta,Cine corazón, etc.) i sèries clàssiques (Charlie's Angels o The Love Boat). El novembre de 1990 va començar l'emissió de la seva primera gran aposta per una sèrie estrangera d'estrena, Twin Peaks, i posteriorment va estrenar Beverly Hills, 90210.
Amb una clara aposta per la programació d'entreteniment, en els seus primers anys, els informatius quedaven relegats a una emissió diària, de quinze minuts, en horari de matinada (Entre hoy y mañana).
Amb aquesta fórmula de programació, Telecinco va aconseguir una ràpida popularitat i increment de l'audiència, passant d'una quota de pantalla mitjana del 6,5% en 1990 al 20,8% en 1992. D'aquesta manera es convertia en la cadena privada amb més audiència d'Espanya i la segona, per darrere de TVE 1, en el rànquing general.

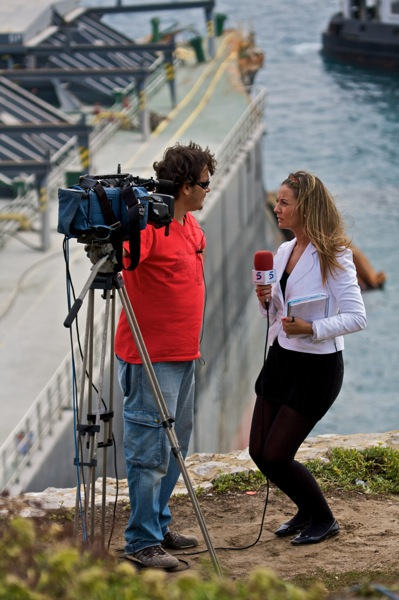
Equip de reporters de Telecinco a la Punta d'Europa (Gibraltar) l'octubre de 2008.

### Etapa Carlotti
A partir de 1993, la fórmula de Lazarov va començar a patir un important desgast, sent desbancada en els índexs d'audiència per la seva competidora directa, Antena 3, que li va prendre també diversos dels seus presentadors estrella com Emilio Aragón, Concha Velasco, Bertín Osborne o Jesús Puente.
La caiguda de l'audiència i les fortes pèrdues econòmiques van obrir un procés de crisi institucional, marcat per la sortida de l'ONCE de l'accionariat de Gestevisión Telecinco i la substitució (el desembre de 1993) de Valerio Lazarov per Maurizio Carlotti, home de confiança de Berlusconi, que arribà amb l'objectiu de remuntar les males dades econòmiques, d'imatge i d'audiència de la cadena.
Una de les primeres mesures de Carlotti va ser aplicar dràstics retalls de despeses, amb l'acomiadament del 40% de la plantilla, cosa que va provocar la primera vaga en una televisió privada a Espanya.
El 1995 es va incorporar a la cadena Mikel Lejarza, primer com a Director de Producció Pròpia i posteriorment com a màxim responsable de continguts. Amb Lejarza i Carlotti, Telecinco va iniciar una important renovació de continguts, apostant per formats innovadors a Espanya, alguns dels quals han estat considerats fenòmens televisius, com ¡Qué me dices!, Caiga Quien Caiga o Esta noche cruzamos el Mississippi, el primer programa d'entrevistes nocturn de la televisió espanyola.
També el 1995 Telecinco va aconseguir el seu primer gran èxit amb una sèrie producció pròpia: Médico de familia. La telecomèdia va mantenir una mitjana de 7.617.000 espectadors (43,6% de share) en les seves cinc temporades, i es va convertir en la segona sèrie espanyola més vista de la història. Arran de l'èxit de Médico de familia, Telecinco va iniciar a final dels anys 1990 una important aposta per la ficció de producció pròpia. Destaquen els resultats d'audiència i crítica recollits per sèries com Al salir de clase (1997-2002), Periodistas (1998-2002), 7 vidas (1999-2006), El comisario (1999-2009) o Hospital Central (en antena des de 2000). Pel que fa a la ficció estrangera, es van estrenar sèries com The X-Files (1994) o Ally McBeal (1999).
Durant aquesta època també es van registrar canvis institucionals: després de la sortida de l'ONCE, el 1996 es va incorporar a l'accionariat el Grupo Correo (actual Vocento), situant el seu home, Alejandro Echevarría, com a president de Gestevisión en lloc de Miguel Durán a partir del 15 de maig d'aquest any.
El setembre de 1996 Telecinco, amb l'objectiu d'aconseguir el lideratge d'audiència en la franja matinal, va fitxar Maria Teresa Campos, que es va posar al capdavant del magazín Día a día. Campos es guanyaria el sobrenom popular de reina dels matins, al mantenir el seu espai com el més vist dels matins al llarg de les seves vuit temporades, amb una mitjana del 26,1% de quota de pantalla.
Un any més tard, el setembre de 1997, Xavier Sardà substituí a la franja nocturna a Pepe Navarro, amb un altre espai històric de la cadena, Crónicas marcianas, un programa nocturn que es va mantenir com a líder d'audiència durant les seves vuit temporades en antena.
Culminant la seva campanya de renovació d'imatge, el 1997 Telecinco va estrenar nova identitat corporativa, eliminant el logotip característic de Mediaset. Paral·lelament, es van ampliar i potenciar els espais informatius, adoptant la marca Informativos Telecinco i amb la posada en marxa de La mirada crítica.

### Etapa Vasile
El març de 1999, Maurizio Carlotti va ser substituït com a conseller delegat de la cadena per Paolo Vasile, un altre home de l'òrbita de Mediaset, que va posar en marxa el projecte solidari 12 mesos, 12 causes, les emissions a través de la televisió digital terrestre, l'adquisició dels drets de retransmissió del Campionat Mundial de Fórmula 1, 46 l'entrada de Gestevisión Telecinco en el mercat de valors en el 2004, la inauguració del Centre de Control de la cadena, l'inici el 30 de novembre de 2005 de les emissions de la seva oferta en TDT, l'adquisició del 15% de la productora Miramón Mendi i el 75% d'Endemol, la reestructuració dels canals temàtics, el lideratge de Telecinco durant cinc anys consecutius en televisió, la implantació del sistema de pauta única publicitària en tots els canals del grup, la polèmica sobre el tancament de CNN+ i el posterior naixement d'un canal de telerealitat en la mateixa freqüència.

#### Gran Hermano i la telerealitat
El 2000 Telecinco va estrenar Gran Hermano, el primer concurs de telerealitat emès a Espanya. La primera edició del reality va tenir una audiència mitjana de 8.189.000 espectadors (50,7% de share), el que va situar a Telecinco com a líder d'audiència en els mesos de maig i de juny d'aquest any, essent la primera vegada en la seva història que la cadena liderava les audiències mensuals.
Arran de l'èxit de Gran Hermano, Telecinco implantar una estratègia de killer formats, concursos de telerealitat que retroalimenten a la resta de programes de la cadena amb els seus continguts. Així, de manera successiva, es van anar estrenant nous formats de telerealitat com Supervivientes (2000), Popstars (2002), Hotel Glam (2003), Vivo cantando (2003), Gran Hermano VIP(2004), La casa de tu vida (2004) o Operación Triunfo (2005) o Mujeres y hombres y viceversa (2008).
Paral·lelament, es van estrenar diversos magazins i programes d'entrevistes del cor, nodrits, en gran manera, amb continguts dels realities de la cadena i, en alguns casos, amb la col·laboració dels propis exconcursants. D'aquesta manera, el 2001 va irrompre Salsa Rosa (presentat per Santi Acosta) al prime time dels dissabtes. El 2002, A tu lado (amb Emma García) passava a ocupar la franja diària de tardes i un any després Aquí hay tomate (amb Jorge Javier Vázquez i Carmen Alcayde) feia el mateix a la sobretaula. El 2004 es va estrenar TNT en la franja nocturna. I el 2005, El programa de Ana Rosa va cobrir la marxa de María Teresa Campos els matins. Tots aquests programes van aconseguir consolidar-se com líders d'audiència en les seves respectives franges horàries.

#### Telecinco i la polèmica "teleporqueria"
Malgrat l'audiència i popularitat dels seus programes, la proliferació de realities i programes del cor també va situar a Telecinco com una de les cadenes més criticades per l'emissió de l'anomenada teleporqueria. Espais com Crónicas marcianas, Salsa rosa,TNT oAquí hay tomate van rebre diverses condemnes judicials per intromissions en el dret a l'honor i la intimitat.
El debat sobre la teleporqueria es va accentuar a mitjans de 2003, quan el llavors president del Govern, José María Aznar, va criticar l'empresariat de les cadenes de televisió com a responsables de la teleporqueria. Poc després, Paolo Vasile anunciava la decisió de no renovar el controvertit Hotel Glam, programa que va definir com unerror de la cadena, i es cancel·lava A corazón descubierto, una sèrie de reportatges amb càmera oculta sobre la vida privada dels famosos. Sis mesos després, el director i altres responsables d'A tu lado van ser acomiadats, segons Telecinco, per l'emissió "de continguts incompatibles amb la línia editorial de la cadena".

#### Fórmula 1
El 2003, Telecinco va adquirir els drets del Campionat Mundial de Fórmula 1, que va emetre del 2004 a 2008, coincidint amb l'entrada del pilot espanyol Fernando Alonso, campió mundial el 2005 i 2006. El fenomen de l'Alonsomanía va permetre a Telecinco recollir grans audiències en les seves retransmissions, convertides en els espais més vistos del país, de vegades fins i tot per sobre del futbol: el Gran Premi del Brasil de 2005 (carrera en què Alonso es va proclamar campió matemàticament) va obtenir 8 milions d'espectadors com audiència mitjana, i al Gran Premi de Brasil del 2006 (on va revalidar el seu títol) va ser vist per 12 milions d'espectadors. Les retransmissions estaven presentades per Antonio Lobató i Gonzalo Serrano des de la cabina, amb Víctor Seara al pit lane, i els comentaris del pilot Pedro Martínez de la Rosa (fins que el 2006 va tornar a la competició).

#### 2012-
La cadena és la més vista a l'estat espanyol cada any entre 2012 i 2018.
El juliol de 2008, Telecinco va guanyar un judici a YouTube per emetre imatges de Telecinco i novembre de 2008 Telecinco va guanyar un altre judici a laSexta per emetre imatges de Telecinco.
En l'àmbit esportiu, la temporada 2007/08 (coincidint amb el final dels seus drets sobre el mundial de Fórmula 1) la cadena va iniciar una nova política, amb l'adquisició d'esdeveniments futbolístics. Així, l'octubre de 2007 la cadena va retransmetre per primera vegada en la seva història un partit de la lliga espanyola i l'abril de 2008 va emetre la final de la Copa del Rei. Reforçant aquest posicionament, el desembre de 2008 va adquirir els drets per retransmetre en obert la UEFA Europa League durant tres temporades (de 2009 a 2012), la Copa Confederacions 2009 i el Mundial de Clubs 2009.
Des del dia 1 d'abril de 2010 el canal emet íntegrament en format 16:9 igual que diversos dels seus canals (Cuatro, LaSiete i FactoríaDeFicción). A més, ha emès el partit inaugural i els set partits de la selecció espanyola al Mundial de futbol "Sud-àfrica 2010".
El 20 de setembre del mateix anys va estrenar el canal Telecinco HD en qualitat alta definició. Tot i així com la majoria de la programació de Telecinco el 2011 s'emet en qualitat SDTV (Standard Definition Television). A data de juliol de 2012, l'única emissió en HD nadiu són les curses de MotoGP.

## Imatge corporativa

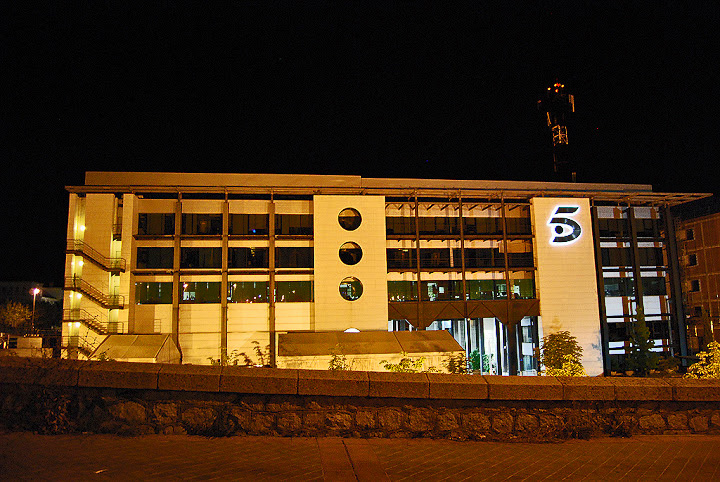
Façana principal de la seu central de Telecinco a Fuencarral, Madrid.

El 1997 el canal renova completament la seva imatge corporativa, sent els canvis més visibles el pas de la marca Tele 5 a l'actual Telecinco i el nou logotip eliminant la flor pròpia del grup Mediaset de Berlusconi (fundador de la cadena), un símbol que encara mantenen els seus homònims a Itàlia.
El seu primer eslògan va ser Tu pantalla amiga. Final de 2005, amb el llançament dels nous canals de TDT, va canviar el seu eslògan a La fuerza del 5 amb què van canviar les cortinetes. El febrer de 2008, novament coincidint amb la renovació dels seus canals de TDT, adopta el lema Nos vemos en Telecinco. El març de 2009 Telecinco va decidir renovar els seus cortinetes i lema a Allí donde mires, yo también.

### Logotips
- Des del moment en què va començar les seves emissions entre 1989 i 1995, el logotip de Telecinco (en aquells moments, Tele 5) estava format per: "Tele" i a sota, "5", al costat de la flor característica de totes les empreses de Mediaset. A les cortines de presentació de programes, el logotip era de color or, mentre que la mosca es mantenia blanca.

- Entre 1995 i 1997 es produeix un canvi en la imatge de Telecinco. Desapareixen les cortinetes de publicitat, que són substituïdes per un simple rètol "Publicidad" sobreimprès en el primer anunci emès. En les cortinetes de presentació de programes, el logotip canvia dràsticament, convertint-se en un simple número 5 gris allargat, aquest logotip també s'utilitzaria en les promos. La mosca, però, va romandre inalterada, sent la mateixa que en l'etapa anterior.

- L'any 1997 i durant 4 anys, Telecinco canvia radicalment la seva imatge corporativa, passant a anomenar-se Telecinco i eliminant, tant la paraula "Tele" com la flor de Mediaset del seu logotip i substituint a aquesta per un punt de color vermell en el centre del "5", que passa a ser blau. Mentre la mosca (logotip que surt en un lateral de la pantalla), passa a ser translúcida, formada únicament per un "5" amb el nou cercle també transparent.

- A partir de 2001, la cadena canvia de nou el seu logo, que és el mateix que abans encara que el "5" passa a ser una mica més curt i el cercle central passa a ser una bola amb variació de color, segons la cortineta que hi hagi, a més que se li afegeix la paraula "Telecinco" a la part inferior del logo. La mosca és també actualitzada amb el nou símbol, encara que la bola central passa a ser de color i una mica més opaca que abans.

- L'any 2003, la cadena torna al seu anterior logotip, encara que ara la bola central a la mosca va canviant el seu color segons on aparegui. Cada dia, un color diferent.

- L'estiu de 2008, Telecinco canvia sensiblement la mosca: la bola central del "5" passa a ser únicament blanca, i més marcada. A més, s'actualitzen els banners del canal, que ara s'acoblen a la nova mosca com fan altres cadenes, per exemple La Sexta o La 1.

- De cara a la temporada 2008-2009, Telecinco renova la seva imatge corporativa, amb un logo que manté globalment la forma de l'anterior encara que aposta per línies més arrodonides. Canvia també la tipografia del logotip i els colors, apostant ara per un blau més clar.

- Actualment (des de l'1 de novembre de 2009) Telecinco, LaSiete i FactoríaDeFicción han unificat la seva imatge corporativa amb els seus logos en blanc inscrits en un cercle amb el respectiu color de la cadena (Telecinco, blau; LaSiete, vermell i FactoríaDeFicción, verd). També tenen diferent sintonia. La seva imatge està unificada en tots els aspectes excepte en la mosca, ja que en Telecinco és transparent, en LaSiete és blanca i en FactoríaDeFicción és verd.

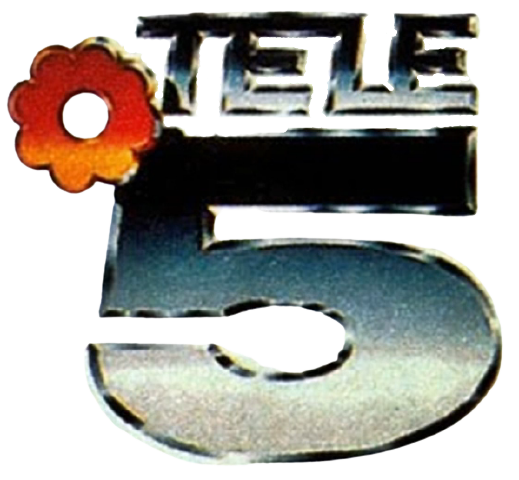
Logo del projecte Tele 5, presentat al concurs públic per a l'obtenció d'una llicència de televisió,[31] i de les proves de d'emissió, que tingueren lloc entre el 10 de març de 1989 i el 3 de març de 1990.
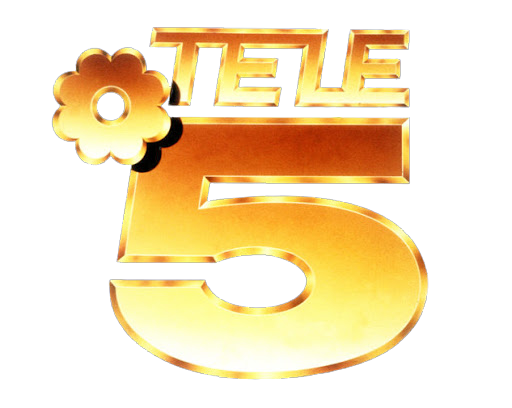
Logo de Tele 5 des del 3 de març del 1990 fins al 1997.
Logo de Telecinco des del 28 de febrer de 1997 fins al 2001.
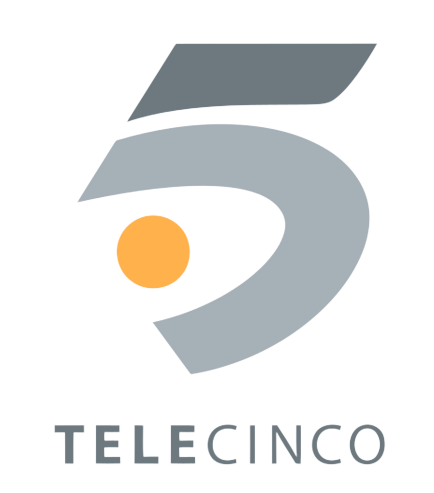
Logo de Telecinco des del 2001 fins al 2003.
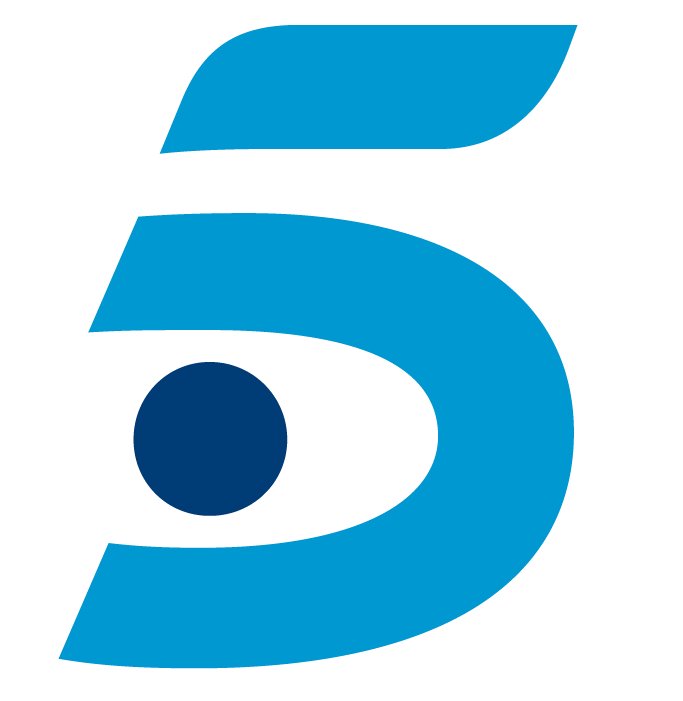
Logo de Telecinco entre l'1 de setembre del 2008 i el 6 de febrer del 2012.
Logo de Telecinco des del 6 de febrer del 2012.
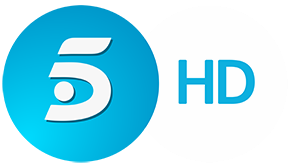
Logo de Telecinco HD des del 14 de setembre de 2015.

## El 20è Aniversari de Telecinco
Telecinco, el canal del Grup Mediaset, va celebrar el març de 2010 els 20 anys de les seves primeres emissions regulars i va preparar una gala especial amb els que van néixer el 3 de març de 1990. Aquest especial es va emetre el 15 d'abril de 2010 amb la presència dels rostres més coneguts de la cadena.

## Emissió en català
A partir de l'any 1994, Tele 5 comença a fer experiments amb l'emissió d'algunes pel·lícules i sèries en català a Catalunya utilitzant el sistema Dual, començant el 27 de febrer del 1994 amb la sèrie Melrose Place en català. Així, en un primer moment, es van emetre en català sèries com Melrose Place, Expedient X, Policies de Nova York (NYPD Blue), Beverly Hills, Hillside (Fifteen), Els descamisats o Els petits canalles (The Little Rascals) i, més tard, Al salir de clase, Hospital Central, 7 vidas o Conan, l'aventurer.
El 20 de gener del 1998, la cadena amplia les seves desconnexions a Catalunya amb l'emissió d'informatius en català presentats per Carme Chaparro.
A la resta de l'estat, l'any 1997 s'iniciaren les desconnexions al País Basc amb retransmissions de pilota basca, l'any 1998 s'iniciaren els informatius per a Galícia i el País Basc, i, el 3 de maig del 1999 s'ampliaren les desconnexions regionals al País Valencià, on els informatius eren presentats per Màxim Huerta en castellà, a Andalusia i a Madrid.
Les desconnexions territorials de la cadena per al País Valencià, Galícia i Andalusia duraren fins al juliol del 2001, les de Madrid i Catalunya fins a finals de desembre del 2003, i les del País Basc fins al mes de març del 2010, data de l'apagada analògica.

## Audiències
Evolució de la quota de pantalla mensual, segons els mesuraments d'audiència elaborats a Espanya per TNS. Els mesos en què va ser líder d'audiència, estan en blau i negreta.
| Any  | Gener  | Febrer    | Març      | Abril  | Maig   | Juny   | Juliol | Agost  | Setembre | Octubre | Novembre | Desembre | Mitjana anual |
| ---- | ------ | --------- | --------- | ------ | ------ | ------ | ------ | ------ | -------- | ------- | -------- | -------- | ------------- |
| 1990 | -      | -         | 5,5 %*    | 6,4 %  | 7,1 %  | 8,4 %  | 6,6 %  | 5,9 %  | 8,0 %    | 8,9 %   | 10,4 %   | 10,5 %   | 6,5 %**       |
| 1991 | 10,5 % | 12,0 %    | 13,9 %    | 15,2 % | 14,9 % | 16,3 % | 18,5 % | 18,6 % | 18,5 %   | 17,0 %  | 18,4 %   | 18,4 %   | 15,9 %        |
| 1992 | -      | -         | -         | -      | -      | 20,5 % | 22,8 % | 26,0 % | 21,0 %   | -       | -        | -        | 20,7 %        |
| 1993 | 22,8 % | 21,6 %    | 21,9 %    | 22,5 % | 21,8 % | 22,3 % | 20,3 % | 23,1 % | -        | -       | 19,9 %   | -        | 21,4 %        |
| 1994 | 20,1 % | 19,9 %    | 20,2 %    | 19,2 % | 20,1 % | 19,4 % | 17,4 % | 18,8 % | 17,9 %   | 18,2 %  | 18,3 %   | 18,4 %   | 19,0 %        |
| 1995 | 18,2 % | 18,7 %    | 18,3 %    | 17,7 % | 17,9 % | 17,7 % | 17,6 % | 17,9 % | 19,2 %   | 18,5 %  | 19,9 %   | 19,3 %   | 18,5 %        |
| 1996 | 19,1 % | 18,7 %    | 19,9 %    | 20,8 % | 21,2 % | 20,0 % | 17,8 % | 18,7 % | 20,7 %   | 21,9 %  | 21,8 %   | 21,2 %   | 20,2 %        |
| 1997 | 22,1 % | 22,5 %    | 21,4 %    | 22,8 % | 23,0 % | 22,9 % | 20,8 % | 19,0 % | 20,0 %   | 21,5 %  | 21,8 %   | 20,8 %   | 21,7 %        |
| 1998 | 19,8 % | 20,0 %    | 20,6 %    | 20,6 % | 20,9 % | 21,9 % | 19,6 % | 18,6 % | 20,7 %   | 20,8 %  | 20,8 %   | 20,2 %   | 20,4 %        |
| 1999 | 20,6 % | 20,9 %    | 20,8 %    | 21,2 % | 20,6 % | 22,3 % | 21,4 % | 18,8 % | 20,7 %   | 21,7 %  | 21,4 %   | 21,5 %   | 21,0 %        |
| 2000 | 21,0 % | 21,0 %    | 21,7 %    | 21,9 % | 26,5 % | 25,4 % | 25,6 % | 20,9 % | 20,5 %   | 21,7 %  | 21,3 %   | 20,0 %   | 22,3 %        |
| 2001 | 20,6 % | 20,7 %    | 21,3 %    | 22,6 % | 22,3 % | 23,8 % | 21,0 % | 19,9 % | 20,6 %   | 20,7 %  | 19,9 %   | 18,8 %   | 21,1 %        |
| 2002 | 18,3 % | 18,4 %    | 18,4 %    | 20,0 % | 21,9 % | 21,6 % | 20,1 % | 18,9 % | 20,1 %   | 21,8 %  | 21,9 %   | 21,3 %   | 20,3 %        |
| 2003 | 21,5 % | 20,7 %    | 22,1 %    | 22,1 % | 22,0 % | 21,6 % | 20,1 % | 18,6 % | 20,8 %   | 22,1 %  | 22,3 %   | 21,4 %   | 21,4 %        |
| 2004 | 21,8 % | 21,9 %    | 22,6 %    | 22,3 % | 22,8 % | 23,1 % | 22,9 % | 19,0 % | 22,2 %   | 22,2 %  | 22,4 %   | 21,4 %   | 22,1 %        |
| 2005 | 22,6 % | 22,1 %    | 22,8 %    | 22,7 % | 23,6 % | 22,3 % | 22,6 % | 20,8 % | 22,6 %   | 22,7 %  | 21,2 %   | 20,9 %   | 22,3 %        |
| 2006 | 21,8 % | 21,0 %    | 21,5 %    | 21,3 % | 22,4 % | 21,4 % | 21,9 % | 20,6 % | 21,1 %   | 21,6 %  | 21,5 %   | 20,2 %   | 21,2 %        |
| 2007 | 20,8 % | 19,9 %    | 20,0 %    | 20,1 % | 20,9 % | 20,7 % | 20,2 % | 19,0 % | 21,1 %   | 21,5 %  | 20,5 %   | 19,0 %   | 20,3 %        |
| 2008 | 19,0 % | 19,2 %    | 19,0 %    | 19,1 % | 19,6 % | 18,7 % | 17,8 % | 14,9 % | 17,8 %   | 18,0 %  | 17,6 %   | 16,2 %   | 18,1 %        |
| 2009 | 15,6 % | 14,9 %    | 15,0 %    | 14,6 % | 14,9 % | 15,9 % | 13,8 % | 14,1 % | 16,1 %   | 15,2 %  | 15,2 %   | 15,1 %   | 15,1 %        |
| 2010 | 14,8 % | 15,3 %    | 14,5 %    | 14,6 % | 14,7 % | 15,4 % | 15,7 % | 13,3 % | 13,6 %   | 14,7 %  | 14,0 %   | 13,8 %   | 14,6 %        |
| 2011 | 13,4 % | 14,4 %    | 14,3 %    | 13,1 % | 14,3 % | 15,0 % | 15,7 % | 14,3 % | 13,7 %   | 14,0 %  | 14,4 %   | 14,1 %   | 14,2 %        |
| 2012 | 13,8 % | 13,7 %    | 13,9 %    | 13,0 % | 14,0 % | 16,0 % | 13,3 % | 12,2 % | 13,8 %   | 14,9 %  | 14,3 %   | 13,2 %   | 13,9 %        |
| 2013 | 13,3 % | 13,5 %    | 13,1 %*** | 13,6 % | 13,4 % | 14,5 % | 12,5 % | 12,2 % | 12,9 %   | 14,1 %  | 14,0 %   | 14,0 %   | 13,5 %        |
| 2014 | 13,3 % | 14,8 %    | 14,8 %    | 13,9 % | 15,4 % | 15,9 % | 15,5 % | 13,0 % | 14,2 %   | 15,2 %  | 14,6 %   | 13,8 %   | 14,5 %        |
| 2015 | 14,2 % | 15,4 %    | 15,3 %    | 14,8 % | 15,4 % | 15,2 % | 14,6 % | 13,2 % | 14,9 %   | 15,1 %  | 15,1 %   | 14,4 %   | 14,8 %        |
| 2016 | 13,9 % | 14,7 %    | 14,7 %    | 15,4 % | 15,1 % | 17,1 % | 14,7 % | 12,3 % | 14,1 %   | 13,8 %  | 14,4 %   | 12,8 %   | 14,4 %        |
| 2017 | 13,0 % | 13,5 %    | 14,1 %    | 13,4 % | 14,4 % | 14,4 % | 13,8 % | 12,5 % | 12,7 %   | 12,3 %  | 13,2 %   | 12,1 %   | 13,3 %        |
| 2018 | 12,4 % | 12,9 %*** | 14,2 %    | 15,2 % | 14,8 % | 15,8 % | 14,4 % | 11,9 % | 13,9 %   | 14,9 %  | 14,9 %   | 13,4 %   | 14,1 %        |
| 2019 | 14,3 % | 14,6 %    | 14,4 %    | 14,1 % | 15,4 % | 15,5 % | 14,7 % | 12,7 % | 15,0 %   | 15,7 %  | 15,8 %   | 15,3 %   | 14,8 %        |
| 2020 | 13,6 % | 14,9 %    | 14,3 %    | 14,5 % | 15,5 % | 15,4 % | 14,9 % | 13,3 % | 14,0 %   | 14,8 %  | 15,9 %   | 14,0 %   | 14,6 %        |
| 2021 | 13,8 % | 15,2 %    | 16,3 %    | 16,2 % | 15,2 % | 16,8 % | 17,1 % | 13,1 % | 13,8 %   | 14,4 %  | 14,0 %   | 13,2 %   | 14,9 %        |
| 2022 | 13,1 % | 13,5 %    | 11,9 %    | 12,1 % | 13,1 % | 13,2 % | 13,1 % | 11,0 % | 12,1 %   | 12,3 %  | 11,5 %   | 10,7 %   | 12,3 %        |
| 2023 | 10,5 % | 11,0 %    | 11,2 %    | 11,4 % | 11,5 % | 11,0 % | 9,3 %  | 9,0 %  | 9,6 %    | 9,7 %   | 9,7 %    | 10,0 %   | 10,4%         |
| 2024 | 9,9 %  | 10,3 %    | 10,6 %    | 10,7 % | 10,5 % | 10,0 % | 9,7 %  | 8,6 %  | 9,5 %    | 9,7 %   | 9,3 %    | 8,9 %    | 9,8%          |
| 2025 | 8,7 %  | 9,6 %     | 10,7 %    | 10,4%  | 9,8%   | 10,2%  | 9,2%   |        |          |         |          |          |               |

* Màxim històric. ** Mínim històric.